# 萨帕

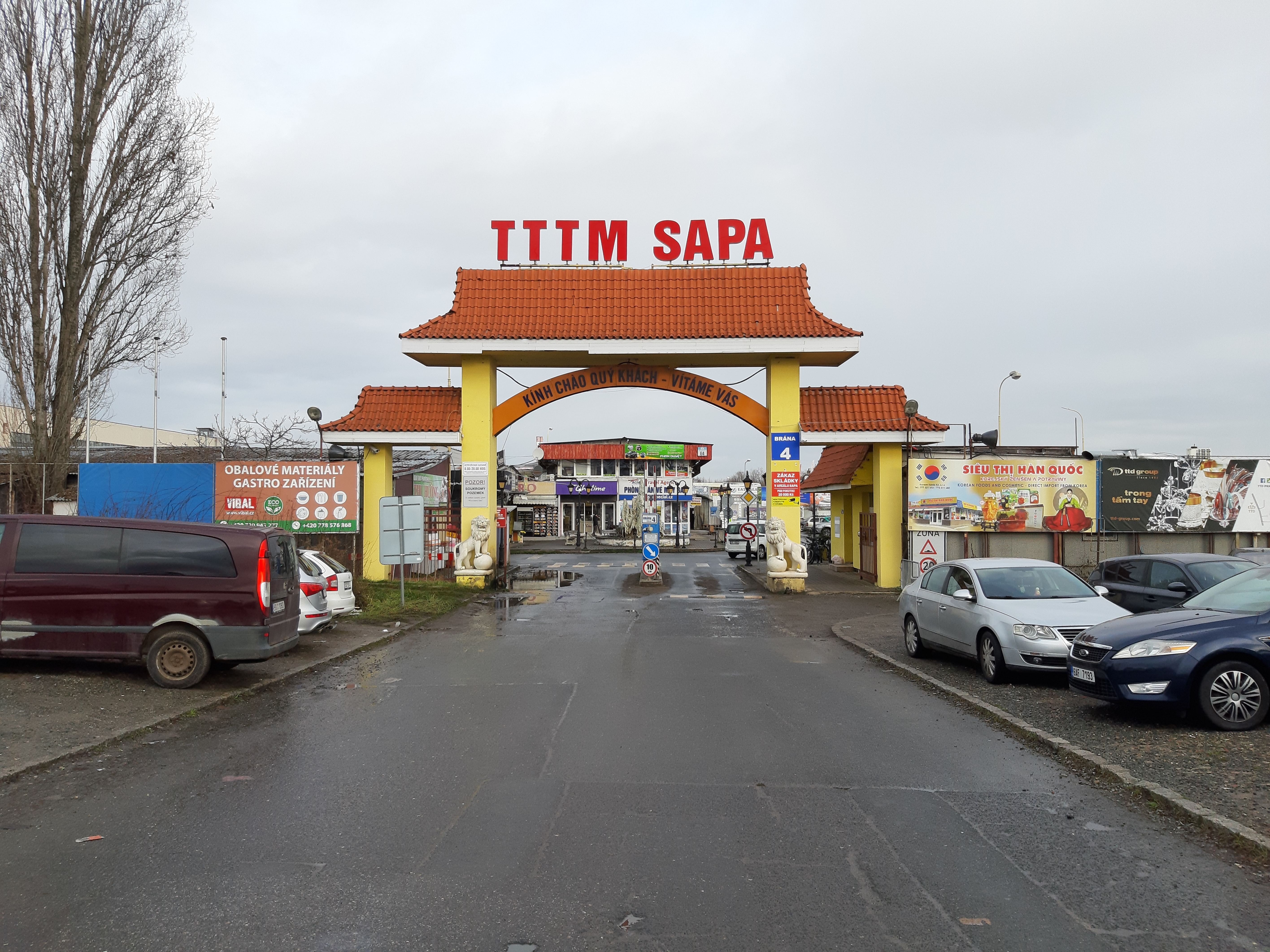
萨帕

萨帕（Sapa）是捷克境内最大的越南民族飞地，位于布拉格利布什和昆拉蒂采两区。萨帕的总面积为35公顷，约七千人工作于此。2000年左右，萨帕在一片前家禽养殖场用地上发展起来，此后常被媒体称作“城中之城”。越南裔人士是捷克境内仅次于乌克兰人和斯洛伐克人的第三大少数族裔，萨帕也號稱是捷克境內的“越南人首都”以及“布拉格的小河内“。萨帕里有很多餐厅、小吃摊、专门杂货店，还有一家名叫“Tamda foods”的仓储式会员店，另外也有仓库、课业辅导以及儿童照料机构、会议场所、社交活动场所，以及一座佛寺。